# まじかる無双天使 突き刺せ!! 呂布子ちゃん
『まじかる無双天使 突き刺せ!! 呂布子ちゃん』（まじかるむそうてんし つきさせ りょふこちゃん）は、鈴木次郎による日本の漫画作品。

## 概要
『月刊Gファンタジー』（スクウェア・エニックス）2007年4月号より2012年12月号まで連載された。単行本は2012年12月27日に最新刊9巻が発売。
同作者の漫画『壮太君のアキハバラ奮闘記』の劇中劇（アニメ）「天下無双 突きさせ!! 呂布子ちゃん」をベースとするスピンオフ作品。
2007年より全4巻のOVAをリリース。
内容は大半がギャグ、少々のシリアスが入った作品で、三国志の登場人物をベースにしているために三国志大戦やレッド・クリフのような他の三国志作品からのパロディがちらほら紛れ込んでおり、それを見つけるのもこの作品を楽しむ要因の一つである。

## ストーリー
あまたの戦天使（いくさてんし）達が最高位「無双天使」の称号を求めて戦いに明け暮れる三国天使界。見かけは幼女だが戦場では無敗を誇る戦天使・呂布子こと呂布奉先は千の首級を挙げて帝に無双天使の称号を申請する。しかし、無双天使の称号を得るには地上界で人間に善行を施し、その証である7つの宝玉を集めなければならないと知らされ、やむなく補佐天使の陳宮公台を連れて地上界へ降り立つのであるが……。

## 登場人物

### 呂布軍
呂布 奉先（りょふ ほうせん）
作品内での呼び名は呂布子（りょふこ）。「壮太君のアキハバラ奮闘記」の劇中劇「天下無双 突きさせ!! 呂布子ちゃん」では三国志の登場人物である猛将・呂布が左慈の妖術で幼女の姿に変えられたという設定であるが、本作でははじめから幼女である。
千人の首級を挙げ、戦場では無敵を誇った。「無双天使」の称号を得るために渋々、補佐天使の陳宮を引き連れて地上界へ降り立つ。魔法の杖「ホウテンガゲッキ」の先端に血を浴びせることで魔法が使える。
基本的にワガママだが、ある程度の良心は持ち合わせている。甘党で辛いものが大の苦手。
生みの親はおらず、竹林でパンダと共に生きていたところを丁原に拾われる。長らく丁原と共に生活していたが、呂布子を欲した董卓の策略によって董卓と親子の契りを交わしてしまう。
三国天使界にいる頃は董卓の頃の評判もあって暴虐非道な人物とされていたが、本人は「民が毎日お腹いっぱいになれる」世界を目指すために日々領土を広げていた。
陳宮 公台（ちんきゅう こうだい）
呂布子の補佐天使（軍師）。呂布子の人柄に惚れ込み、常に行動を共にしている。自ら契約したもの(人畜問わずフェンリルなど何でもアリ)を魔法で呼び出すことが出来る。マイ七味を持つほどの辛い物好きであり、甘党の呂布子とは度々対立する。やはり幼女の姿をしている。
ホームページを開設して人助けを募集などするが成果は今一。また、しばしば呂布子から酷い目にあったりする。
曹操から引き抜きを仕掛けられる程の才能の持ち主だが、呂布子の「何か」に魅せられており、彼女の右腕として仕える事を心に決めている。
高順（こうじゅん）
呂布子軍筆頭武将。「陥陣営」の異名で恐れられているが、痔を発病し、満足に騎乗出来なくなる（現在は鞍にクッションを敷く事で騎乗可能）。
元々は地方の自警団の団長であったが呂布子の考えを知った時から呂布子を心から慕っており、彼女が下界に降りてからも二人を追って七常侍に頼んでヌイグルミに姿を変えて傍に仕えていた。
後の董卓襲撃時に元の姿に戻ってしまった為に、七常侍との協定により天使界に強制送還される。現在は呂布子の居城の留守番をしている。
一応呂布子軍のNo.2ではあるのだが、侯成・魏続・臧覇からの信頼は低く（兵士からの信頼はある）、彼らが頼りないため色々と心労を抱えるハメになっている。
張遼 文遠（ちょうりょう ぶんえん）
三国天使界を旅する青年。呂布子曰く「呂布子軍初のいけめん系」。
偶然呂布子の統治下へ入った所を高順と出会い、さらにそこへ典韋・許褚の急襲があった所を彼を助ける形で参戦、そのまま呂布子の配下になる。
極度の馬オタクで馬の事になると周りが見えなくなる。戦い自体はそれほど好まないが、持ち前の才能かかなり強い。
侯成・魏続・臧覇（こうせい・ぎぞく・ぞうは）
全員呂布子の部下。左からメガネキャラ・タラコ唇・リーゼントヤンキーという特徴がある。
全員かなり頼りない存在で高順の悩みのタネになっている。特に左二人は城で合コンを開くなどやりたい放題である。

### 下界
マリエ
女子中学生。プロレスラー・二沢の熱烈なファンで、かなりの影響を受けている。ベジタリアンで肉が食べられないために親友のカン子と喧嘩をしてしまい、悩んでいた所に呂布子たちが現れる。その後（呂布子達と関係ない所で）ベジタリアンを返上、カン子と仲直りした。以降も三国天使の規定により、その破天荒ぶりに振り回されながらも呂布子たちをホームステイさせている。
家族構成は母は既に他界しており父のみ。父も刑事で仕事が忙しい為、実質的に家にいるのは彼女たち三人のみ。父親は極端に心配性な上にすぐ周りが目に入らなくなる。
かなり腹黒い上に無恥厚顔な一面も持つ。父親は彼女を清楚に育てていたが、呂布子達と出会ってからは腹黒さを前面に押し出すようになる。また彼女の屁は呂布子より「毒ガス」と称されるほどの強烈さ。
神木巣 カン子（じんぎす カンこ）
マリエの同級生。漢っぽい外見。実家が北海道の有名ジンギスカン店で肉が大好物。マリエがベジタリアンであることが原因で喧嘩してしまうが、今は無二の強敵（親友）である。
まじかる三国天使の張角・張宝に操られていた。
作中では発酵した馬乳をよく飲んでいるが、本人はケフィアのようなものと言って問題視していない。
黒龍院 瑠姫愛（こくりゅういん るきあ）
曹操の二度目のホームステイ先の娘。ゴシック・BL趣味で、お気に入りは「専性君主」という主従下克上作品。筋金入りの腐女子。右手に「ゴズィ」左手に「メズィ」という名の牛馬型人形をはめ、腹話術で会話する。プロ棋士の父・道雪（どうせつ）と、コスプレ好きで同人作家の母・みるくを持つ。

### 魏国
曹操 孟徳（そうそう もうとく）
三国天使界一大きな勢力「魏」のトップ。王のような格好をしており、わりとイケメンに描かれている。かつて呂布子を罠にはめ首級を横取りしたことがあり、呂布子に恨まれている。下界に来るのは二度目だが、一回目に来たときのトラウマでオバチャンがとても苦手。しかしイケメンが災いしてオバチャンにやたらと好かれてしまう。
ある出来事でようやく宝玉を一つ得るが、そのために色々な意味で多大な代償を払う事に。
本来、同行する補佐天使は1人だけだが、「契約した相手を呼び出す巻物」の能力で三国天使界の部下を自在に呼び出すという、反則級の技を持つ。
夏侯惇 元譲（かこうとん げんじょう）
曹操の補佐天使。曹操の部下だが彼の親族かつ幼馴染の友人でもあり、曹操の事を「孟徳」と呼ぶ。寡黙で家事にうるさく、健康管理に厳しい。ホームステイ先の命令で軍服を着用させられているが、本人は大して気にしていない。ファンシーなものが好きで、天界ではよく可愛いオブジェを自作していた。また可愛いもの好きが災いして、ヌイグルミの姿で下界に降りてきていた高順の心に大きな傷を与えた。彼の好きな可愛いものの中には陳宮も入るのか、陳宮を拾った（みつけた）時、抱きしめていた。
天然ボケで空気が読めない。
夏侯淵 妙才（かこうえん みょうさい）
曹操の親族であり配下。顔に大きな傷があり、戦好きを匂わせる武将。多少脳筋じみている。弓を主に扱う。
典韋（てんい）
曹操の配下。褐色の肌で呂布子も見とれる爆乳の持ち主。怒りが頂点に達すると「悪来モード」となり大暴走する。
許褚をライバル視しており、たびたび曹操をめぐって衝突している。
昔はその力の為に見境無く暴力を振るった為に孤独だった所を、曹操の元に拾われる。
やたら布面積の少ない服装だが、本人曰く「最も動きやすい服装をチョイスしたらこうなった」ためであり、決してエロさを出すためではない。
しかし、その服装のため許褚によく胸を揉まれたり、また胸の防具を取られたりしている。
荀彧に弱みを握られてか専属暗殺部隊お典として活動することも。ただその姿は忍びというよりむしろ女王様である。
許褚 仲康（きょちょ）
曹操の配下。色白の肌で典韋に負けぬ爆乳の持ち主であり、（高知弁も混ざる）かなり怪しい関西弁を使う。曹操を「そそさま」と呼んでいる。
典韋とは曹操の側使えを巡るライバルであるが、本気で嫌っているわけではない。
よく典韋の胸を鷲掴みにしており、本人曰く「典韋の胸を揉んで良いのはウチだけ」だそうである。
服装も典韋に対抗するが如く布面積が少ない。また呂布子に負けず劣らずの脳筋な上に性知識も小学生並のため、ほんの少々の下ネタでも顔を真赤にしてしまう。
典韋と同じくお虎痴として活動することも。こちらもどうみても女王様である。
荀彧 文若（じゅんいく ぶんじゃく）
曹操配下の軍師。曹操不在の居城の留守を任されている。かなり優秀な人物だが、笑顔で毒舌を吐く。また怒ると怖いため曹操や郭嘉も彼には逆らえない。お説教部屋には鋼鉄の乙女などの拷問道具が置いてある。
新しい竹簡を眺め、匂いを嗅ぐのが唯一の心安らぐ瞬間。
郭嘉 奉孝（かくか ほうこう）
曹操配下の軍師。やたらと女をとっかえひっかえして付き合っている。そのため許褚から「えろぐんし」と呼ばれた。古代の書物に通じるなど、軍師としては一流である。
程昱 仲徳（ていりつ ちゅうとく）
曹操配下の軍師。非常に胴体が長く、年のせいか足腰が非常におぼつかない。
普段はボケ老人の様だが、本気を出したときの力は凄まじく、奥義獣面埋伏により、賈詡の実験体を一蹴する。
蔡文姫（さいぶんき）
三国天使界きっての才女にして詩人。曹操も彼女の漢詩のファン。夏侯惇に片思いである。作者曰くツンデレキャラ。
瑠姫愛の家庭教師をするため曹操に呼び出されたが、瑠姫愛の策略により腐女子としての才能を開花させ、三国天使界に帰ってからも殿方に見せられない新作を次々に発表している。スランプに陥ると周囲の文官に当り散らしたり、物に落書きするなどの悪癖がある。

### 董卓軍
董卓 仲穎（とうたく ちゅうえい）
かつて三国天使界で暴虐非道の限りを尽くした天使。呂布子と義理の親子の関係であったが、ある事件で呂布子の手によって家臣団もろとも全滅させられている。
しかし後に李儒の手によって堕天使として復活、再び呂布子と手を組み暴虐の限りを尽くそうとしたが、逆に討ち取られる。
（呂布子曰く）かなり汗臭いセンスをしており、呂布子が呂布と呼ばれるのを嫌がったため、彼女を「戦慄のアルティメット小悪童」と呼ぶ。
李儒（りじゅ）
陰の気に満ちた堕天使。董卓配下の軍師。右の目だけの片眼鏡をかけていて、何もかもを見抜いているような笑みが特徴的。あるカラスを従者に仕えている。
偶然にも呂布子が暴れた当日外出していたため彼だけ生き残る。後に董卓、華雄らとともに呂布子の前に再び姿を現す。
現在徐栄と貂蝉を引きつれて、三国天使界の力の源龍極の封印を解こうと動いている。
呂布子が董卓の元にいたころ、彼女の頬をムニムニするのが趣味だった。
華雄（かゆう）
董卓の配下。全身を包帯で包んだ少女。董卓死亡時に死んでいたが、李儒の手によって堕天使として復活、下界の三国天使達を次々に襲う。
呂布子を守らんとする高順と戦い、本来の姿を取り戻した彼の前に敗れ去る。
徐栄（じょえい）
李儒と行動を共にする堕天使。元はおそらく董卓の配下。華雄と似たような背格好をした少女。武器は大鎌を使用。
貂蝉（ちょうせん）
最強の力を手にする代わりにその使用者の意識を乗っ取る「項羽の剣」を扱う事が出来るとされる人型兵器。発見時ほとんど会話が出来なかった。
董卓が意のままにするために幽閉していた。呂布子にも存在は秘密であったが、その後彼女に見つかる。呂布子には初めての「友達」になる。
董卓に無用と判断され廃棄されかけたが呂布子の暴走により行方不明になる。
現在は李儒の下におり、三国天使界の龍極の封印を解く為に利用される存在になっている。

### 蜀軍
諸葛亮 孔明（しょかつりょう こうめい）
三国天使界を管理、統括する天帝の一人。
呂布子や曹操も驚く程の伝説上のみに存在する仙人の様な天使…のはずだが、なぜか（ライオンに近い）龍を模したヌイグルミの姿で登場。
呂布子や曹操らに無双天使にするべく試練を与えている。
七常侍（しちじょうじ）
天帝の身の回りの世話をする宦官。顔が三本の線で表現されており、善人か悪人かわからない存在。
その正体は孔明の乗った移動用ロボットであり、頭の部分が操縦席になっていてそこに孔明が乗っていた。
趙雲 子龍（ちょううん しりゅう）
孔明の直属の部下。三国天使界より呂布子を呼び戻しに登場。非常に大きい羽と剣を携えている。
徐庶 元直（じょしょ げんちょく）
孔明の直属の部下。なにやら奇妙な面をかぶっている。仕事っぷりは少々いい加減な模様。
実は、昔、やんちゃをし、顔に墨をいれられた。仮面の下は、タレ目。ヘビースモーカー。
龐統 士元（ほうとう しげん）
孔明の直属の部下。全身黒の衣と帽子を纏っており、見た目はさながら小さい魔女である。非常に酒豪。

### 呉軍
孫策 伯符（そんさく はくふ）
孫呉を統べる「小覇王」。見た目はコワイが、弟の孫権を溺愛している。
無双天使への進級試験で、龐統と戦ったときに、下戸だと判明した（周瑜曰、大事な日に酒を飲み、相手国で様々な奇行をおこない、それ以来飲んでいないとのこと）。
孫権 仲謀（そんけん ちゅうぼう）
孫策の弟。血を見ただけで気絶する小心者だが、根はしっかりしている。ややブラコンの気質がある。
周瑜
呉軍の軍師。
呂蒙
孫権の付き人。孫権と同年代の少年だが、武術の腕前は一流である。
張昭・張紘
孫権の教育役を務める老人。同じ顔をしているが、血の繋がりはないらしい。
周泰
孫権と行動を共にする犬。しかし戦闘力は高く、他の武将と共に前線で戦う。
太史慈
アフロヘアとサングラスが特徴の武将。

### その他の人物
張角・張宝（ちょうかく・ちょうほう）
カン子にとり憑き、その影響によって本人の「押し」をやや強くしていたらしい。
袁術 公路（えんじゅつこうろ）
はちみつ大好きのボク少女。見た目は萌えっ娘。「無双天使」の座を求めて地上界に降り立ち、カレーショップにホームステイしている。戦闘力は皆無だが、カリスマ性が異常なまでに高い。
現在は紀霊と共にマハラジャンのマスコット兼オーナーとして頑張っている。
紀霊（きれい）
袁術の補佐天使で、袁術には「きーちゃん」と呼ばれる。器用貧乏。袁術のために養蜂をし、その蜂を溺愛していた。ホームステイ先のカレーショップマハラジャンの店長を洗脳したあと、カレーは自ら作っていたが、評判はよかった。呂布子に敗れた後は真剣にカレー屋修行にはげみ、現在マハラジャン店長を任されている。
マハラジャン店長夫婦の仲を彼が修復した事で宝玉を一気に3つも得るが、董卓一派の襲撃に合い全て奪われた。しかし入院療養中に看護師にローヤルゼリーをプレゼントしたことで、また新たな宝玉を1つ手に入れた。
孟獲（もうかく）
呂布子への試練の世界で出会った南蛮の大王。その姿及び性格はカン子に瓜二つ。
娘が行方不明になった為、怒りの余り自分の部下らを見境無く娘の様に扱う（その際本人の力が強すぎる為、瀕死の状態になる）。
娘が見つかった時の犯人をあっさり許す、呂布子らにお詫びなのか食料を渡すなど、普段は器の大きい人物（若しくは細かい事を気にしないだけ）。
三国志演技では孟獲は男性だが、見た目がカン子そっくりなのと胸当てをつけている為に性別は不明。
また祝融とは夫婦関係ではなく親友の間柄の為、娘の母親（若しくは父親）は不明。
祝融（しゅくゆう）
呂布子への試練の世界で出会った南蛮の女王。その姿及び性格はマリエに瓜二つ。
孟獲の親友で、暴走する孟獲を止められる唯一の人物。
孟獲の娘を置いてけぼりにした挙句にその事を本気で忘れる、その事実を笑ってごまかすなどかなり自己中心的。
兀突骨（ごつとつこつ）
呂布子への試練の世界で盗賊を率いる男性。呂布子及び孟獲の娘に一蹴されている。
賈詡 文和（かく ぶんわ）
曹操への試練の世界で出会った陰気な男性。雛の従者として暮らしている。
その正体は天使の意識を乗っ取り、狂人に変えてしまう死禍花の研究者で、それを元に謎の研究を行っていた。
曹操の能力に目を付け、自分の研究対象にしようと目論むもあっさりと看破され、倒される。
鄒（すう）
曹操への試練の世界で出会った妖艶な女性。昔連れ添った夫が戦により先立たれ、寡婦として隠遁生活を送っている。
その正体は賈詡の作り出した死禍花による実験体の一人で、全身を蔓のように操れる怪物。本気を出した程昱の前に一蹴される。
胡車児（こしゃじ）
死禍花に取り付かれた人間。賈詡の実験体の一人。全身から蔓を出すことで相手を攻撃する。
典韋をピンチに追い込むも、救援に来た許褚との二人によって倒される。
黄祖（こうそ）
孫策達の父孫堅を暗殺した人物。伊達男を装っているが、長年の逃亡生活ですっかり気弱になってしまう。
于吉に唆されて孫権を誘拐した為、呉軍の総攻撃で軍勢が壊滅し、自身は孫策に討たれる。
甘寧 興覇（かんねい こうは）
黄祖の元にいる女武将。孫策の額に傷を負わせた。根っからの戦闘狂で、強い男を組み敷くのが大好き。
気弱になった黄祖を半ば見限っている。
丁原（ていげん）
呂布子の養父で、彼女にとって「唯一の親」。
生まれた時から獣同然に育ってきた呂布子に厳しくも優しく接しており、言葉、文字、そして心を彼女に与える。董卓の策略により、殺害される。
項羽（こうう）
かつて、三国天使界を圧倒的な武力をもって統一しようとした伝説の無双天使。「西楚の覇王」とも呼ばれる。

## OVA
正式タイトルは『やわらか三国志 突き刺せ!! 呂布子ちゃん』2007年12月発売。全4巻。2007年11月14日よりインターネットラジオ・動画配信サイト超!アニメロにて一部配信。
原作と若干キャラ設定が違う部分がある。

### キャスト
呂布子：松岡由貴
小学生の少女に身をやつしている。ふんどし着用。早起きが苦手。魚のお頭が好き。
陳宮：西村ちなみ
小学生の少女に身をやつしている。エリ先生が好き。軍師ゆえに体力がまったく無い。
高順：若本規夫
登場時はUFOキャッチャーのぬいぐるみに魂を宿し、呂布子のランドセルにぶら下がっていた。燃えないゴミとして処理されたり、何かと不遇。色々な無機物に転移している。基本的に役に立たない。
曹操：吉野裕行
イケメンな男性の姿となっている。呂布子のいる町で漁師をしている。泳げないが漁師で生計を立てている。非常にプライドが高いため、この仕事には不満を持っている様子で、安い給料で働いていると安い酒を飲みながら愚痴をこぼしている。ある意味この世界に一番適応している人。原作と少し違い、夏侯惇の散財癖に頭を悩ましている。
夏侯惇：中田譲治
曹操と同じくイケメンな男性姿。もちろん隻眼。UMA関連雑誌を愛読。今の生活には満足している模様。
松岡エリ：白鳥由里
呂布子たちの担任の教師。Fカップ。
アスミ：野田順子
大阪弁で喋る。呂布子をライバル視している。泳げない。
レナ：佐藤朱
言葉数の少ない少女。
ナミ：立野香菜子
赤兎馬：園部啓一
呂布のまたがる天下一の名馬。漁師の2人のお手伝いをするなど、ある意味人間社会に馴染んでいる。
関羽：立木文彦
現世の世界にそのまんまの姿で流れ着いてしまう。途方にくれていたところにレナから桃の缶詰を貰い、恩義を感じ、仕えることになる。ロリコン気味。思っている事がすぐ顔に出るため、嘘を付けない。人に頼まれると断れない性格。
漁師：梁田清之、真殿光昭
某イイ男そっくりの2人組。
校長先生：チョー
ちょっとボケ気味。夜、学校の上で歌を歌っていたりする。
宇宙人A&宇宙人B：梁田清之、真殿光昭
某イイ男そっくりの2人組の宇宙人。やたらと男性器の通称を連呼する。
ユキエ：小林希唯

### スタッフ
- 監督 - 森山雄治
- シリーズ構成 - 雨宮ひとみ
- キャラクターデザイン - もりやまゆうじ
- 美術監督 - 南郷洋一、勝又激
- 色彩設定 - 鍋島加寿子
- 撮影監督 - 山越康司
- 編集 - 小島俊彦
- 音楽 - 羽岡佳
- 音響監督 - 鶴岡陽太
- プロデューサー - 倉重宣之、望月健、川﨑とも子、中西豪
- アニメーションプロデューサー - 榎本歩光
- 企画協力・制作 - ガンジス
- アニメーション制作 - カオスプロジェクト
- 製作 - 突き刺され隊

### 主題歌
DVD特典のCDに各巻の主題歌が収録されている。
オープニングテーマ
「Doki!」（第1話 - 第3話）
作詞 - 椎名可憐 / 作曲 - 住吉中 / 編曲 - YOPA / 歌 - 浦壁多恵
「Doki!」（第4話）
作詞 - 椎名可憐 / 作曲 - 住吉中 / 編曲 - YOPA / 歌 - 若本規夫（高順）
エンディングテーマ
「OH MY FRIEND ! 〜輝き続けて〜」（第1話・第3話）
作詞 - FLAT5th Rico / 作曲・編曲 - 高橋菜々 / 歌 - 浦壁多恵
「あなたと接続☆」（第2話）
作詞 - FLAT5th Rico / 作曲・編曲 - 植木瑞基 / 歌 - パピコ（CV:麻生夏子）
「フニクリ・フニクラ」（第4話）
編曲 - 羽岡佳 / 歌 - チョー（校長） 替え歌の鬼のパンツの方である

### 各話リスト
| 話数  | サブタイトル | 脚本                      | 絵コンテ              | 演出                    | 作画監督                     | 発売日         | 商品番号     |
| ----- | ------------ | ------------------------- | --------------------- | ----------------------- | ---------------------------- | -------------- | ------------ |
| 第1話 | はぷにんぐ1  | 雨宮ひとみ もりやまゆうじ | もりやまゆうじ        | 吉田徹                  | -                            | 2007年12月26日 | KIZB-31 - 32 |
| 第1話 | はぷにんぐ2  | 雨宮ひとみ もりやまゆうじ | もりやまゆうじ        | 吉田徹                  | -                            | 2007年12月26日 | KIZB-31 - 32 |
| 第2話 | はぷにんぐ3  | 雨宮ひとみ もりやまゆうじ | もりやまゆうじ 林宏樹 | 村田尚樹 三笠修         | 宮前真一 野田康行            | 2008年1月23日  | KIZB-33 - 34 |
| 第2話 | はぷにんぐ4  | 雨宮ひとみ もりやまゆうじ | もりやまゆうじ 林宏樹 | 村田尚樹 三笠修         | 宮前真一 野田康行            | 2008年1月23日  | KIZB-33 - 34 |
| 第3話 | はぷにんぐ5  | 雨宮ひとみ                | 吉田徹                | 吉田徹                  | 佐々木一浩 松本勝次 佐野恵一 | 2008年2月27日  | KIZB-35 - 36 |
| 第3話 | はぷにんぐ6  | もりやまゆうじ            | もりやまゆうじ        | もりやまゆうじ 村田尚樹 | もりやまゆうじ               | 2008年2月27日  | KIZB-35 - 36 |
| 第4話 | はぷにんぐ7  | 坂田純一                  | 坂田純一              | 村田尚樹                | 野田康行                     | 2008年3月26日  | KIZB-37 - 38 |
| 第4話 | はぷにんぐ8  | もりやまゆうじ            | もりやまゆうじ        | もりやまゆうじ 村田尚樹 | もりやまゆうじ               | 2008年3月26日  | KIZB-37 - 38 |